# Corona González
Corona González Santos (Vilaño, Laracha, 10 de octubre de 1875 - Vigo, 11 de mayo de 1972) fue una filántropa, fotógrafa y periodista española.

## Trayectoria
Hija del doctor Faustino González Cobas y de Jesusa Santos Cervela, la familia se mudó a Mos donde su padre era un médico local. En 1900, se casó con Ramón González Fernández y el matrimonio residió por temporadas en Ribadeo y Porriño, ejerciendo su labor filantrópica, contribuyendo al desarrollo de estos lugares.
Después de la muerte de su marido en 1925, González escribió varios artículos en el semanario A Nosa Terra donde abordaba la temática de la emigración y la necesidad de la educación de las mujeres. Como aficionada a la fotografía, la revista Vida Gallega publicó en 1914 su reportaje fotográfico titulado "El arte y la belleza" sobre una fiesta benéfica que celebrada en el Casino. También hizo escultura en cemento. En 1929, cedió su terreno para levantar la nueva iglesia de la Tercera Orden de San Francisco que fue terminada en 1931. Allí mandó construir un mausoleo de estilo art déco a donde trasladó los restos de su esposo. 

## Reconocimientos
Fue nombrada hija adoptiva de Ribadeo en 1926. Antía Yáñez la homenajeó en su libro Senlleiras.